# 데일 쿡
데일 쿡(Dale Cook, 1958년 11월 24일 ~ )은 미국의 권투 선수, 배우, 킥복싱 선수, 태권도 선수이다.
털사에서 태어났다.

## 영화
- 로우 타겟 (1995년)
- 블러드 링 2 (1995년) - 맥스 리버 역
- 아메리칸 킥복서 2 (1993년)
- 더블 키드 (1993년)
- 무림성투사 (1992년)
- 트리플 임팩트 (1992년)
- 블러드 링 (1991년)
- 피스트 오브 글로리 (1990년)